# Toray Sillook Open 1977
Toray Sillook Open 1977  — жіночий тенісний турнір, що проходив на закритих кортах з килимовим покриттям у Токіо (Японія). Це були незалежні змагання в рамках Туру WTA 1977. Турнір відбувся вп'яте і тривав 3 14 до 18 вересня 1977 року. Перше коло і чвертьфінали відбулись в Осаці, а півфінали та фінал - у Yoyogi National Gymnasium в Токіо. Відбулись лише змагання в одиночному розряді. Їх виграла Вірджинія Вейд, яка отримала 20 тис. доларів.

## Фінальна частина

### Одиночний розряд
Вірджинія Вейд —  Мартіна Навратілова 7–5, 5–7, 6–4

## Розподіл призових грошей
| Дисципліна       | П       | F       | ПФ     | ЧФ     | 1/8    |
| Одиночний розряд | $20,000 | $10,000 | $5,875 | $2,500 | $1,500 |